# جعفر بن علي
جعفر بن علي بن أبي طالب (توفي في 61هـ/ 680 م) الأخ الشقيق للعباس بن علي، شارك في معركة كربلاء مع أخيه الحسين وقُتل معه.

## نسبه
هو جعفر بن علي بن أبي طالب بن عبد المطلب ولد بعد أخيه عثمان بنحو سنتين: وأمه أم البنين فاطمة بنت حزام الكُلَّابيَّة بقي مع أبيه نحو سنتين، ومع أخيه الحسن بن علي نحو اثنتي عشرة سنة، ومع أخيه الحسين بن علي نحو إحدى وعشرين سنة: وذلك مدة عمره. وروي: أن علي بن أبي طالب سماه باسم أخيه جعفر لحبه إياه.
وذهب آخرون على أن عمره كان 19 سنة، فبناءً عليه ولد بعد مقتل علي بن أبي طالب.

## مقتله
كان عمره عندما قُتل 19 سنة، وقاتله هانئ بن ثبيت الحضرمي، أو خولي بن يزيد، وكان يقول: